# Сполдінг (Небраска)
Сполдінг (англ. Spalding) — селище (англ. village) в США, в окрузі Грілі штату Небраска. Населення — 408 осіб (2020).

## Географія
Сполдінг розташований за координатами 41°41′21″ пн. ш. 98°21′45″ зх. д. / 41.68917° пн. ш. 98.36250° зх. д. (41.689281, -98.362548). За даними Бюро перепису населення США в 2010 році селище мало площу 0,83 км², уся площа — суходіл.

## Демографія
Згідно з переписом 2010 року, у селищі мешкало 487 осіб у 217 домогосподарствах у складі 128 родин. Густота населення становила 586 осіб/км². Було 254 помешкання (306/км²).
Расовий склад населення:
| - 96,3 % — білих - 0,6 % — чорних або афроамериканців - 0,4 % — корінних американців - 2,3 % — осіб інших рас |

До двох чи більше рас належало 0,4 %. Частка іспаномовних становила 2,7 % від усіх жителів.
За віковим діапазоном населення розподілялося таким чином: 19,3 % — особи молодші 18 років, 53,4 % — особи у віці 18—64 років, 27,3 % — особи у віці 65 років та старші. Медіана віку мешканця становила 49,2 року. На 100 осіб жіночої статі у селищі припадало 92,5 чоловіків; на 100 жінок у віці від 18 років та старших — 87,1 чоловіків також старших 18 років.
Середній дохід на одне домашнє господарство становив 54 837 доларів США (медіана — 38 611), а середній дохід на одну сім'ю — 71 993 долари (медіана — 50 313). Медіана доходів становила 36 985 доларів для чоловіків та 25 250 доларів для жінок. За межею бідності перебувало 12,6 % осіб, у тому числі 11,9 % дітей у віці до 18 років та 20,8 % осіб у віці 65 років та старших.
Цивільне працевлаштоване населення становило 242 особи. Основні галузі зайнятості: освіта, охорона здоров'я та соціальна допомога — 24,0 %, роздрібна торгівля — 15,7 %, сільське господарство, лісництво, риболовля — 14,9 %.